# 간노스역
간노스역(일본어: 雁ノ巣駅 がんのすえき[*])은 일본 후쿠오카현 후쿠오카시 히가시구에 위치한 서일본 여객철도 가시 선의 철도역이다. 상대식 승강장 2면 2선의 구조를 갖춘 지상역이다.

## 타는 곳
| 1 | ■ 가시 선 | (상행) | 사이토자키 방면             |
| 2 | ■ 가시 선 | (하행) | 가시 · 조자바루 · 우미 방면 |

## 역 주변
- 간노스 레크리에이션 센터

## 역사
- 1904년 1월 1일 : 하카타완 철도의 나타역으로서 개업.
- 1942년 9월 19일 : 하카타완 철도 기선이 서일본 철도로 합병. 이 회사의 가스야 선으로 한다.
- 1944년 5월 1일 : 전시매수에 의해 국유화, 일본국유철도 가시 선의 역이 된다. 동시에 간노스역으로 개칭.
- 1961년 12월 21일 : 화물 취급 폐지.
- 1974년 3월 5일 : 출.개찰 요원 무인화, 승차권 발매 간이 위탁화.
- 1986년 11월 1일 : 전자 폐색화에 의해 운전 요원 무인화.
- 1987년 4월 1일 : 일본국유철도 분할 민영화에 의해, 규슈 여객철도가 승계.
- 2009년 3월 1일 : IC 카드 SUGOCA의 사용을 개시.
- 2015년 3월 14일 : ANSWER 시스템 도입.

## 인접 역
| 가시 선                        | 가시 선   | 가시 선        |
| ------------------------------ | --------- | -------------- |
| 우미노나카미치 사이토자키 방면 | ■ 가시 선 | 나타 우미 방면 |